# روكيه بانيوس
روكيه بانيوس (بالإسبانية: Roque Baños)‏ (و. 1968  م) هو ملحن، ومؤلفو موسيقى تصويرية، وقائد فرقة موسيقية، وموسيقي إسباني، ولد في خوميا، يستخدم آلات ساكسفون.

## جوائز
حصل على جوائز منها:
- نيشان الفنون والآداب من رتبة قائد (17 يناير 2013)[3]
- جائزة المنافسة العامة  [لغات أخرى]‏ (1946)

## وصلات خارجية
- روكيه بانيوس على موقع IMDb (الإنجليزية)
- روكيه بانيوس على موقع ألو سيني (الفرنسية)
- روكيه بانيوس على موقع ميوزك برينز (الإنجليزية)
- روكيه بانيوس على موقع أول موفي (الإنجليزية)
- روكيه بانيوس على موقع قاعدة بيانات الأفلام السويدية (السويدية)
- روكيه بانيوس على موقع أول ميوزيك (الإنجليزية)
- روكيه بانيوس على موقع ديسكوغز (الإنجليزية)
- روكيه بانيوس على موقع قاعدة بيانات الفيلم (الإنجليزية)
- روكيه بانيوس على موقع كينوبويسك (الروسية)